# 노기용
노기용(盧企容, 1895년 ~ 1975년 9월 15일)은 대한민국의 독립유공자 출신 정치인이다. 제2대 국회의원등을 역임했다.

## 역대 선거 결과
|  | 23.81% |

|  | 13.67% |

|  | 4.21% |

|  | 7.02% |

## 참고 자료
- 노기용 - 대한민국헌정회